# Liste des présidents du conseil régional d'Île-de-France
Cet article dresse la liste des président du conseil régional d'Île-de-France depuis 1976.

## Liste des présidents
Quatre personnes ont exercé ou exercent la fonction de président du conseil régional d’Île-de-France depuis 1976.
| No | Portrait | Nom                                                           | Début du mandat  | Fin du mandat    | Appartenance politique | Notes |
| -- | -------- | ------------------------------------------------------------- | ---------------- | ---------------- | ---------------------- | ----- |
| 1  |          | Michel Giraud (14 juillet 1929 - 27 octobre 2011)             | 2 juillet 1976   | 23 juin 1988     | RPR                    |       |
| 2  |          | Pierre-Charles Krieg (18 janvier 1922 - 6 juin 1998)          | 1988             | 1992             | RPR                    |       |
| 3  |          | Michel Giraud (14 juillet 1929 - 27 octobre 2011)             | 27 mars 1992     | 22 mars 1998     | RPR                    |       |
| 4  |          | Jean-Paul Huchon (né le 29 juillet 1946 à Paris)              | 23 mars 1998     | 18 décembre 2015 | PS                     |       |
| 5  |          | Valérie Pécresse (née le 14 juillet 1967 à Neuilly-sur-Seine) | 18 décembre 2015 | en cours         | LR SL                  |       |

## Classements

### Durée de mandat
| Rang | Nom              | En jours    | En années                   | N° | Dates       | Commentaire      |
| ---- | ---------------- | ----------- | --------------------------- | -- | ----------- | ---------------- |
| 1    | Jean-Paul Huchon | 6 479 jours | 17 ans, 8 mois et 25 jours  | 4  | 1998-2015   |                  |
| 2    | Michel Giraud    | 4 374 jours | 11 ans, 11 mois et 21 jours | 1  | 1976-1988   |                  |
| 3    | Valérie Pécresse | 3 376 jours | 9 ans, 2 mois et 26 jours   | 5  | depuis 2015 | Mandat en cours. |
| 4    | Michel Giraud    | 2 186 jours | 5 ans, 11 mois et 23 jours  | 3  | 1992-1998   |                  |

## Caractéristiques

### Profession d'origine
Un avocat
- Pierre-Charles Krieg

Deux hauts fonctionnaires
- Jean-Paul Huchon (administrateur civil à la direction du Budget du ministère des Finances)
- Valérie Pécresse (maître des requêtes au Conseil d'État)

Un professeur
- Michel Giraud